# Остерман, Иван Иванович
Иван Иванович Остерман — воспитатель царевен Екатерины, Анны, Прасковьи — дочерей царя Ивана V Алексеевича, министр-резидент (посол) Мекленбургского герцогства в Санкт-Петербурге, тайный советник, барон, старший брат А. И. Остермана.
Сын пастора, он родился в Бохуме, в Вестфалии. Младший брат его, впоследствии граф, Андрей Иванович, прибыв в Россию раньше сумел снискать расположение императора Петра I, которому и рекомендовал своего брата Ивана Ивановича в качестве воспитателя и преподавателя немецкого языка при племянницах Петра и, дочерях царя Иоанна Алексеевича, царевнах Екатерине, Анне и Прасковье. Прибыв в Россию, И. И. Остерман недолго однако оставался в Петербурге, так как старшая из его воспитанниц, царевна Екатерина Иоанновна, вышла замуж за герцога мекленбургского Карла Леопольда, который вскоре пригласил Остермана к себе на службу.
В декабре 1716 года Остерман вторично прибыл в Россию, в качестве дипломатического агента. Не без содействия брата, тогда уже пользовавшегося большим доверием Императора Петра I, Остерман успел оказать немалые услуги герцогу, который вскоре пожаловал его в тайные советники, а в 1721 году возвел в баронское достоинство и назначил министром-резидентом. С восшествием на престол Императрицы Анны Иоанновны Остерман, находясь при дворе, не играл выдающейся роли в политике, хотя и пользовался расположением императрицы. Не изменилось положение его и после смерти Анны Иоанновны.
Когда на престол вступила Елизавета Петровна, ему пришлось оставить Россию; он выехал из Петербурга 17 декабря 1741 года за границу и до самой смерти проживал в Мекленбургском герцогстве.